# Amor D'Água Fresca
"Amor d'água fresca" foi a canção que representou Portugal no Festival Eurovisão da Canção 1992. A referida canção foi interpretada em português por Dina (nome verdadeiro: Ondina Veloso). Foi a oitava canção a ser interpretada na noite do festival, a seguir à canção sueca "I morgon är en annan dag", interpretada por Christer Björkman e antes da canção cipriota "Teriazoume", cantada por Evridiki. Obteve uma classificação modesta para Portugal: 17.º lugar e 26 pontos.

## Autores
- Letra: Rosa Lobato de Faria
- Música: Ondina Veloso
- Orquestração: Carlos Alberto Moniz

## Letra
A canção é um número moderado de uptempo, Com Dina comparando o seu amante a uma série de diferentes frutos (abacate, pêra francesa, framboesa, kiwi, abrunho, etc.) e o seu amor a "água fresca". Assim ela pegou, trincou-o e meteu-o na cesta." Ela descreve o seu amado como tendo olhos de ameixa e a boca de amora silvestre.

## Versões
Dina também gravou esta canção no seguintes idiomas:
- inglês: "Fresh water love");
- francês: "L'amour d'eau fraîche";
- castelhano: "Amor de agua fresca"